# Aeroporto Intercontinentale di Houston-George Bush
L'Aeroporto Intercontinentale di Houston-George Bush (IATA: IAH, ICAO: KIAH) è un aeroporto internazionale situato a circa 32 km dal centro di Houston in Texas, Stati Uniti d'America e intitolato a George H. W. Bush, 41º presidente degli Stati Uniti d'America e padre di George W. Bush, 43º presidente. È il secondo aeroporto del Texas dopo l'Aeroporto Internazionale di Dallas-Fort Worth. Lo scalo offre molti voli di linea interni agli Stati Uniti e rotte internazionali in Asia, Canada, Caraibi, Hawaii, America Centrale, Messico, Europa, America Meridionale, Oceania, Medio Oriente e alcuni voli charter per il Sudafrica. La struttura aeroportuale è composta da 7 terminal. È inoltre la sede è l'hub per la compagnia statunitense Continental Airlines (oggi United Airlines) la quale ha una media di 700 partenze giornaliere.